# Dreiband-Weltmeisterschaft der Damen 2004

Veranstaltungsort: Valencia

Die Dreiband-Weltmeisterschaft der Damen 2004 war ein Turnier in der Karambolagedisziplin Dreiband und fand vom 14. bis 16. Oktober in Valencia, Spanien, statt.

## Modus
Gespielt wurde in der Vorrunde in vier Gruppen zu je vier Spielerinnen im Round-Robin-Modus auf zwei Gewinnsätze bis 10 Punkte. Die beiden Gruppenersten zogen in die Endrunde ein, wo im K.-o.-System auf drei Gewinnsätze bis 10 Punkte gespielt wurde.

## Teilnehmerinnen
| Europa (CEB) | Europa (CEB)          |
| ------------ | --------------------- |
| 1            | Therese Klompenhouwer |
| 3            | Gerrie Geelen         |
| 3            | Gülşen Degener        |
| 4            | Diane Wild            |
| 5            | Ingrid Engelbrecht    |
| 6            | Bettina Matulla       |
| 7            | Danielle le Bruijn    |
| 8            | Irena Michalkova      |

| 9            | Isabel Romia           |
| 10           | Marta Serramitjana     |
| 11           | Estella Cardoso        |
| 12           | Maria Dolores Granados |
| Asien (ACBC) |                        |
| 13           | Orie Hida              |
| 14           | Akane Imaizumi         |
| 15           | Ayako Maehara          |
| 16           | Yuko Nishimoto         |

Quellen:

## Turnierkommentar
Nach zwei Vorbereitungsturnieren für die Dreiband-Damen-Weltmeisterschaft, genannt World Challenge, startete die UMB 2004 die erste offizielle Weltmeisterschaft. Es nahmen nur Sportlerinnen aus Europa und Asien teil.
Siegerin wurde, wie schon bei den World Challenge, die Japanerin Orie Hida. Im Finale besiegte sie die Niederländerin Gerrie Geelen nach 1:2-Satzrückstand noch mit 3:2. Gemeinsam Dritte wurden die Japanerinnen Akane Imaizumi und Ayako Maehara.

## Gruppenphase
| Abschlusstabelle Gruppe A | Abschlusstabelle Gruppe A | Abschlusstabelle Gruppe A | Abschlusstabelle Gruppe A | Abschlusstabelle Gruppe A | Abschlusstabelle Gruppe A | Abschlusstabelle Gruppe A | Abschlusstabelle Gruppe A | Abschlusstabelle Gruppe A | Abschlusstabelle Gruppe A |
| Platz                     | Name                      | MP                        | SV                        | Pkt.                      | Aufn.                     | GD                        | BED                       | BSD                       | HS                        |
| ------------------------- | ------------------------- | ------------------------- | ------------------------- | ------------------------- | ------------------------- | ------------------------- | ------------------------- | ------------------------- | ------------------------- |
| 1                         | Orie Hida                 | 6                         | 6:2                       | 72                        | 107                       | 0,672                     | 0,909                     | 1,666                     | 6                         |
| 2                         | Isabel Romia              | 4                         | 5:2                       | 57                        | 124                       | 0,459                     | 0,800                     | 1,000                     | 3                         |
| 3                         | Gülşen Degener            | 2                         | 3:4                       | 47                        | 80                        | 0,587                     | 1,052                     | 1,111                     | 4                         |
| 4                         | Bettina Matulla           | 0                         | 0:6                       | 23                        | 90                        | 0,255                     | –                         | –                         | 2                         |

| Abschlusstabelle Gruppe B | Abschlusstabelle Gruppe B | Abschlusstabelle Gruppe B | Abschlusstabelle Gruppe B | Abschlusstabelle Gruppe B | Abschlusstabelle Gruppe B | Abschlusstabelle Gruppe B | Abschlusstabelle Gruppe B | Abschlusstabelle Gruppe B | Abschlusstabelle Gruppe B |
| Platz                     | Name                      | MP                        | SV                        | Pkt.                      | Aufn.                     | GD                        | BED                       | BSD                       | HS                        |
| ------------------------- | ------------------------- | ------------------------- | ------------------------- | ------------------------- | ------------------------- | ------------------------- | ------------------------- | ------------------------- | ------------------------- |
| 1                         | Akane Imaizumi            | 6                         | 6:1                       | 67                        | 121                       | 0,553                     | 0,625                     | 0,666                     | 4                         |
| 2                         | Marta Serramitjana        | 2                         | 4:5                       | 73                        | 181                       | 0,403                     | 0,388                     | 0,526                     | 4                         |
| 3                         | Danielle le Bruijn        | 2                         | 3:5                       | 61                        | 165                       | 0,369                     | 0,426                     | 0,555                     | 2                         |
| 4                         | Irena Michalkova          | 2                         | 3:5                       | 58                        | 169                       | 0,343                     | 0,446                     | 0,625                     | 2                         |

| Abschlusstabelle Gruppe C | Abschlusstabelle Gruppe C | Abschlusstabelle Gruppe C | Abschlusstabelle Gruppe C | Abschlusstabelle Gruppe C | Abschlusstabelle Gruppe C | Abschlusstabelle Gruppe C | Abschlusstabelle Gruppe C | Abschlusstabelle Gruppe C | Abschlusstabelle Gruppe C |
| Platz                     | Name                      | MP                        | SV                        | Pkt.                      | Aufn.                     | GD                        | BED                       | BSD                       | HS                        |
| ------------------------- | ------------------------- | ------------------------- | ------------------------- | ------------------------- | ------------------------- | ------------------------- | ------------------------- | ------------------------- | ------------------------- |
| 1                         | Yuko Nishimoto            | 6                         | 6:1                       | 69                        | 100                       | 0,690                     | 0,740                     | 1,111                     | 4                         |
| 2                         | Therese Klompenhouwer     | 4                         | 4:4                       | 66                        | 135                       | 0,488                     | 0,568                     | 1,111                     | 6                         |
| 3                         | Ingrid Engelbrecht        | 2                         | 3:4                       | 51                        | 124                       | 0,411                     | 0,500                     | 0,526                     | 3                         |
| 4                         | Maria Dolores Granados    | 0                         | 2:6                       | 53                        | 134                       | 0,395                     | –                         | –                         | 3                         |

| Abschlusstabelle Gruppe D | Abschlusstabelle Gruppe D | Abschlusstabelle Gruppe D | Abschlusstabelle Gruppe D | Abschlusstabelle Gruppe D | Abschlusstabelle Gruppe D | Abschlusstabelle Gruppe D | Abschlusstabelle Gruppe D | Abschlusstabelle Gruppe D | Abschlusstabelle Gruppe D |
| Platz                     | Name                      | MP                        | SV                        | Pkt.                      | Aufn.                     | GD                        | BED                       | BSD                       | HS                        |
| ------------------------- | ------------------------- | ------------------------- | ------------------------- | ------------------------- | ------------------------- | ------------------------- | ------------------------- | ------------------------- | ------------------------- |
| 1                         | Ayako Maehara             | 6                         | 6:1                       | 67                        | 105                       | 0,638                     | 0,740                     | 1,666                     | 6                         |
| 2                         | Gerrie Geelen             | 4                         | 4:4                       | 58                        | 125                       | 0,464                     | 0,523                     | 1,428                     | 7                         |
| 3                         | Diane Wild                | 2                         | 3:4                       | 55                        | 123                       | 0,447                     | 0,645                     | 0,714                     | 4                         |
| 4                         | Estella Cardoso           | 0                         | 2:6                       | 48                        | 111                       | 0,432                     | –                         | 0,666                     | 2                         |

Quellen:

## Endrunde
|  | Viertelfinale Spiel auf drei Gewinnsätze | Viertelfinale Spiel auf drei Gewinnsätze | Viertelfinale Spiel auf drei Gewinnsätze | Viertelfinale Spiel auf drei Gewinnsätze | Viertelfinale Spiel auf drei Gewinnsätze | Viertelfinale Spiel auf drei Gewinnsätze |                  |    | Halbfinale Spiel auf drei Gewinnsätze | Halbfinale Spiel auf drei Gewinnsätze | Halbfinale Spiel auf drei Gewinnsätze | Halbfinale Spiel auf drei Gewinnsätze | Halbfinale Spiel auf drei Gewinnsätze | Halbfinale Spiel auf drei Gewinnsätze |    |      | Finale Spiel auf drei Gewinnsätze | Finale Spiel auf drei Gewinnsätze | Finale Spiel auf drei Gewinnsätze | Finale Spiel auf drei Gewinnsätze | Finale Spiel auf drei Gewinnsätze | Finale Spiel auf drei Gewinnsätze |
|  |                                          |                                          |                                          |                                          |                                          |                                          |                  |    |                                       |                                       |                                       |                                       |                                       |                                       |    |      |                                   |                                   |                                   |                                   |                                   |                                   |
|  | 15. Oktober 2004                         | MP                                       | PP                                       | Pkt.                                     | ED                                       | HS                                       |                  |    |                                       |                                       |                                       |                                       |                                       |                                       |    |      |                                   |                                   |                                   |                                   |                                   |                                   |
|  | 15. Oktober 2004                         | MP                                       | PP                                       | Pkt.                                     | ED                                       | HS                                       |                  |    |                                       |                                       |                                       |                                       |                                       |                                       |    |      |                                   |                                   |                                   |                                   |                                   |                                   |
|  | Orie Hida                                | 2                                        | 3                                        | 30                                       | 0,666                                    | 4                                        |                  |    |                                       |                                       |                                       |                                       |                                       |                                       |    |      |                                   |                                   |                                   |                                   |                                   |                                   |
|  | Orie Hida                                | 2                                        | 3                                        | 30                                       | 0,666                                    | 4                                        | 16. Oktober 2004 | MP | PP                                    | Pkt.                                  | ED                                    | HS                                    |                                       |                                       |    |      |                                   |                                   |                                   |                                   |                                   |                                   |
|  | Marta Serramitjana                       | 0                                        | 0                                        | 19                                       | 0,441                                    | 3                                        | 16. Oktober 2004 | MP | PP                                    | Pkt.                                  | ED                                    | HS                                    |                                       |                                       |    |      |                                   |                                   |                                   |                                   |                                   |                                   |
|  | Marta Serramitjana                       | 0                                        | 0                                        | 19                                       | 0,441                                    | 3                                        | Orie Hida        | 2  | 3                                     | 42                                    | 0,823                                 | 5                                     |                                       |                                       |    |      |                                   |                                   |                                   |                                   |                                   |                                   |
|  | 15. Oktober 2004                         | MP                                       | PP                                       | Pkt.                                     | ED                                       | HS                                       | Orie Hida        | 2  | 3                                     | 42                                    | 0,823                                 | 5                                     |                                       |                                       |    |      |                                   |                                   |                                   |                                   |                                   |                                   |
|  | 15. Oktober 2004                         | MP                                       | PP                                       | Pkt.                                     | ED                                       | HS                                       |                  |    | Akane Imaizumi                        | 0                                     | 2                                     | 35                                    | 0,686                                 | 5                                     |    |      |                                   |                                   |                                   |                                   |                                   |                                   |
|  | Akane Imaizumi                           | 2                                        | 3                                        | 30                                       | 0,625                                    | 3                                        |                  |    | Akane Imaizumi                        | 0                                     | 2                                     | 35                                    | 0,686                                 | 5                                     |    |      |                                   |                                   |                                   |                                   |                                   |                                   |
|  | Akane Imaizumi                           | 2                                        | 3                                        | 30                                       | 0,625                                    | 3                                        |                  |    |                                       |                                       |                                       |                                       | 16. Oktober 2004                      | MP                                    | PP | Pkt. | ED                                | HS                                |                                   |                                   |                                   |                                   |
|  | Isabel Romia                             | 0                                        | 0                                        | 11                                       | 0,234                                    | 3                                        |                  |    |                                       |                                       |                                       |                                       | 16. Oktober 2004                      | MP                                    | PP | Pkt. | ED                                | HS                                |                                   |                                   |                                   |                                   |
|  | Isabel Romia                             | 0                                        | 0                                        | 11                                       | 0,234                                    | 3                                        | Orie Hida        | 2  | 3                                     | 40                                    | 0,754                                 | 5                                     |                                       |                                       |    |      |                                   |                                   |                                   |                                   |                                   |                                   |
|  | 15. Oktober 2004                         | MP                                       | PP                                       | Pkt.                                     | ED                                       | HS                                       | Orie Hida        | 2  | 3                                     | 40                                    | 0,754                                 | 5                                     |                                       |                                       |    |      |                                   |                                   |                                   |                                   |                                   |                                   |
|  | 15. Oktober 2004                         | MP                                       | PP                                       | Pkt.                                     | ED                                       | HS                                       |                  |    | Gerrie Geelen                         | 0                                     | 2                                     | 33                                    | 0,634                                 | 5                                     |    |      |                                   |                                   |                                   |                                   |                                   |                                   |
|  | Yuko Nishimoto                           | 0                                        | 2                                        | 44                                       | 0,564                                    | 5                                        |                  |    | Gerrie Geelen                         | 0                                     | 2                                     | 33                                    | 0,634                                 | 5                                     |    |      |                                   |                                   |                                   |                                   |                                   |                                   |
|  | Yuko Nishimoto                           | 0                                        | 2                                        | 44                                       | 0,564                                    | 5                                        | 16. Oktober 2004 | MP | PP                                    | Pkt.                                  | ED                                    | HS                                    |                                       |                                       |    |      |                                   |                                   |                                   |                                   |                                   |                                   |
|  | Gerrie Geelen                            | 2                                        | 3                                        | 44                                       | 0,556                                    | 4                                        | 16. Oktober 2004 | MP | PP                                    | Pkt.                                  | ED                                    | HS                                    |                                       |                                       |    |      |                                   |                                   |                                   |                                   |                                   |                                   |
|  | Gerrie Geelen                            | 2                                        | 3                                        | 44                                       | 0,556                                    | 4                                        | Gerrie Geelen    | 2  | 3                                     | 34                                    | 0,944                                 | 5                                     |                                       |                                       |    |      |                                   |                                   |                                   |                                   |                                   |                                   |
|  | 15. Oktober 2004                         | MP                                       | PP                                       | Pkt.                                     | ED                                       | HS                                       | Gerrie Geelen    | 2  | 3                                     | 34                                    | 0,944                                 | 5                                     |                                       |                                       |    |      |                                   |                                   |                                   |                                   |                                   |                                   |
|  | 15. Oktober 2004                         | MP                                       | PP                                       | Pkt.                                     | ED                                       | HS                                       |                  |    | Ayako Maehara                         | 0                                     | 1                                     | 27                                    | 0,771                                 | 5                                     |    |      |                                   |                                   |                                   |                                   |                                   |                                   |
|  | Ayako Maehara                            | 2                                        | 3                                        | 32                                       | 0,888                                    | 2                                        |                  |    | Ayako Maehara                         | 0                                     | 1                                     | 27                                    | 0,771                                 | 5                                     |    |      |                                   |                                   |                                   |                                   |                                   |                                   |
|  | Ayako Maehara                            | 2                                        | 3                                        | 32                                       | 0,888                                    | 2                                        |                  |    |                                       |                                       |                                       |                                       |                                       |                                       |    |      |                                   |                                   |                                   |                                   |                                   |                                   |
|  | Therese Klompenhouwer                    | 0                                        | 1                                        | 22                                       | 0,628                                    | 3                                        |                  |    |                                       |                                       |                                       |                                       |                                       |                                       |    |      |                                   |                                   |                                   |                                   |                                   |                                   |
|  | Therese Klompenhouwer                    | 0                                        | 1                                        | 22                                       | 0,628                                    | 3                                        |                  |    |                                       |                                       |                                       |                                       |                                       |                                       |    |      |                                   |                                   |                                   |                                   |                                   |                                   |

Quellen:

## Abschlusstabelle
| MP    | Match Points (Sieger = 2; Unentschieden = 1; Verlierer = 0) |
| Pkte. | Erzielte Karambolagen                                       |
| Aufn. | Benötigte Versuche                                          |
| GD    | Generaldurchschnitt                                         |
| BED   | Bester Einzeldurchschnitt eines Spielers                    |
| HS    | Höchstserie                                                 |
|       | Bester GD des Turniers                                      |
|       | Bester ED des Turniers                                      |
|       | Beste HS des Turniers                                       |
|       | 1. Platz (Gold)                                             |
|       | 2. Platz (Silber)                                           |
|       | 3. Platz (Bronze)                                           |

| Endklassement       | Endklassement       | Endklassement          | Endklassement       | Endklassement       | Endklassement | Endklassement | Endklassement | Endklassement | Endklassement | Endklassement |
| Phase               | Platz               | Name                   | MP                  | SV                  | Pkt.          | Aufn.         | GD            | BED           | BSD           | HS            |
| ------------------- | ------------------- | ---------------------- | ------------------- | ------------------- | ------------- | ------------- | ------------- | ------------- | ------------- | ------------- |
| Finale              | 1                   | Orie Hida              | 12:0                | 15:6                | 184           | 256           | 0,718         | 0,909         | 2,000         | 5             |
| Finale              | 2                   | Gerrie Geelen          | 8:4                 | 12:10               | 169           | 292           | 0,578         | 0,944         | 1,666         | 7             |
| Halb- finale        | 3                   | Akane Imaizumi         | 8:2                 | 11:4                | 132           | 220           | 0,600         | 0,625         | 1,250         | 5             |
| Halb- finale        | 3                   | Ayako Maehara          | 8:2                 | 10:5                | 126           | 176           | 0,715         | 0,888         | 1,666         | 6             |
| Viertel- finale     | 5                   | Yuko Nishimoto         | 6:2                 | 8:4                 | 113           | 178           | 0,634         | 0,740         | 1,111         | 5             |
| Viertel- finale     | 6                   | Isabel Romia           | 4:4                 | 5:5                 | 58            | 171           | 0,397         | 0,800         | 1,000         | 4             |
| Viertel- finale     | 7                   | Therese Klompenhouwer  | 4:4                 | 5:7                 | 88            | 170           | 0,517         | 0,568         | 1,111         | 6             |
| Viertel- finale     | 8                   | Marta Serramitjana     | 2:6                 | 4:8                 | 92            | 224           | 0,410         | 0,388         | 0,526         | 4             |
| Gruppen- phase      | 9                   | Gülşen Degener         | 2:4                 | 3:4                 | 47            | 80            | 0,587         | 1,052         | 1,111         | 4             |
| Gruppen- phase      | 10                  | Diane Wild             | 2:4                 | 3:4                 | 55            | 123           | 0,447         | 0,645         | 0,714         | 4             |
| Gruppen- phase      | 11                  | Ingrid Engelbrecht     | 2:4                 | 3:4                 | 51            | 124           | 0,411         | 0,500         | 0,526         | 3             |
| Gruppen- phase      | 12                  | Danielle le Bruijn     | 2:4                 | 3:5                 | 61            | 165           | 0,369         | 0,426         | 0,555         | 2             |
| Gruppen- phase      | 13                  | Irena Michalkova       | 2:4                 | 2:5                 | 58            | 169           | 0,343         | 0,446         | 0,625         | 2             |
| Gruppen- phase      | 14                  | Estella Cardoso        | 0:6                 | 2:6                 | 48            | 111           | 0,432         | —             | 0,666         | 2             |
| Gruppen- phase      | 15                  | Maria Dolores Granados | 0:6                 | 2:6                 | 53            | 134           | 0,395         | —             | 0,555         | 3             |
| Gruppen- phase      | 16                  | Bettina Matulla        | 0:6                 | 0:6                 | 23            | 90            | 0,255         | —             | —             | 2             |
| Turnierdurchschnitt | Turnierdurchschnitt | Turnierdurchschnitt    | Turnierdurchschnitt | Turnierdurchschnitt | 1368          | 2683          | 0,509         |               |               |               |